# Protesti u Francuskoj u maju 1968.
Počevši od maja 1968. godine, širom Francuske je došlo do perioda građanskih nemira, koji su trajali oko sedam nedelja i koji su vršeni demonstracijama, opštim štrajkovima i okupacijom univerziteta i fabrika. Na vrhuncu događaja, koji su od tada postali poznati kao maj 68, francuska ekonomija je zaustavljena. Protesti su dostigli tačku u kojoj su se politički lideri pribojavali građanskog rata ili revolucije; nacionalna vlada je nakratko prestala da funkcioniše nakon što je predsednik Šarl de Gol u jednom trenutku tajno pobegao iz Francuske u Nemačku. Ovi protesti su podstakli pokrete širom sveta, pesmama, maštovitim grafitima, plakatima i sloganima.
Neredi su počeli nizom studentskih okupacijskih protesta protiv kapitalizma, konzumerizma, američkog imperijalizma i tradicionalnih institucija. Snažna policijska represija protiv demonstranata naterala je francuske sindikalne konfederacije da pozovu na štrajkove solidarnosti, koji su se raširili mnogo brže nego što se očekivalo i obuhvatili 11 miliona radnika, što je više od 22% ukupnog stanovništva Francuske u to vreme. Pokret je bio karakterisan spontanim i decentralizovanim plahovitim dejstvima; ovo je stvorilo niz sukoba, ponekad čak i internih sukoba između sindikata i levičarskih partija. Bio je to najveći generalni štrajk ikada pokrenut u Francuskoj, i prvi spontani nacionalni generalni štrajk.

## Događaji u maju

### Studentski štrajkovi
Posle višemesečnih sukoba između studenata i vlasti na Nanterskom kampusu Univerziteta u Parizu (sada Pariski univerzitet Nanter), administracija je 2. maja 1968. zatvorila univerzitet. Studenti na Sorbonskom kampusu Univerzitetu u Parizu (danas Sorbonski univerzitet) sastali su se 3. maja u Parizu kako bi protestovali protiv zatvaranja i pretnje proterivanja nekoliko studenata iz Nantera. U ponedeljak, 6. maja, nacionalna unija studenata, Union Nationale des Étudiants de France (UNEF) - još uvek u današnje vreme najveća studentska unija u Francuskoj - i unija univerzitetskih nastavnika sazvali su marš u znak protesta protiv policijske invazije Sorbone. Više od 20.000 učenika, nastavnika i pristalica marširalo je prema Sorboni, koju je policija opkoljavala. Policija je papala povorku pendrecima, čim se približila. Dok se gomila uglavnom raspršila, neki su počeli da stvaraju barikade od svega što je bilo pri ruci, a deo je bacao kaldrmsko kamenje po žandarmima, prisiljavajući ih da se povuku na neko vreme. Policija je zatim uzvratila suzavcem i ponovo se stuštila na okupljene. Više stotina studenata je uhapšeno.
Unije srednjoškolskih učenika su izrazile podršku neredima 6. maja. Sledećeg dana pridružili su se učenicima, nastavnici i u sve većem broju mladi radnici. Oni su se okupili kod Trijumfalne kapije, i zahtevali su da se:
- sve krivične prijave protiv uhapšenih studenata odbace,
- policija napusti univerzitet, i
- vlasti ponovo otvore Nanter i Sorbonu.

Pregovori su propali, a studenti su se vratili na svoje kampuse nakon lažne dojave da je vlada pristala da ih ponovo otvori, samo da bi otkrili da policija još uvek zaposeda škole. To je dovelo do gotovo revolucionarne razjarenosti među studentima.
U petak 10. maja, još jedna velika masa naroda se okupila na Riv Gožu. Kada su ih snage bezbednosti ponovo blokirale na prelazu reke, gomila je ponovo podigla barikade, koje je policija potom napala u 2:15 ujutro, nakon što su pregovori ponovo bili neuspešni. Sukob koji je rezultirao stotinama uhapšenih i povređenih, trajao je do zore sledećeg dana. Događaji su emitovani na radiju dok su se odvijali, a ishodi su prikazivani na televiziji sledećeg dana. Pojavile su se optužbe da je policija učestvovala u neredima, putem agenata provokatora, paljenjem automobila i bacanjem Molotovljevih koktela.

## Literatura
- Damamme, Dominique; Gobille, Boris; Matonti, Frédérique; Pudal, Bernard, ур. (2008). Mai-juin 68 (на језику: French). Éditions de l'Atelier. ISBN 978-2708239760.
- Rotman, Patrick (2008). Mai 68 raconté à ceux qui ne l'ont pas vécu (на језику: French). Seuil. ISBN 978-2021127089.
- Abidor, Mitchell. May Made Me. An Oral History of the 1968 Uprising in France (interviews).
- Adair, Gilbert. The Holy Innocents (novel).
- Bourg, Julian. From Revolution to Ethics: May 1968 and Contemporary French Thought.
- Casevecchie, Janine. MAI 68 en photos:, Collection Roger-Viollet, Editions du Chene - Hachette Livre, 2008.
- Castoriadis, Cornelius with Claude Lefort and Edgar Morin. Mai 1968: la brèche.
- Cliff, Tony and Ian Birchall. France – the struggle goes on. Full text at marx.org
- Cohn-Bendit, Daniel. Obsolete Communism: The Left-Wing Alternative.
- Dark Star Collective. Beneath the Paving Stones: Situationists and the Beach, May 68.
- DeRoo, Rebecca J. The Museum Establishment and Contemporary Art: The Politics of Artistic Display in France after 1968.
- Feenberg, Andrew and Jim Freedman. When Poetry Ruled the Streets.
- Ferlinghetti, Lawrence. Love in the Days of Rage (novel).
- Gregoire, Roger and Perlman, Fredy. Worker-Student Action Committees: France May '68. PDF of the text
- Harman, Chris. The Fire Last Time: 1968 and After. London: Bookmarks, 1988.
- Jones, James. The Merry Month of May (novel).
- Knabb, Ken. Situationist International Anthology.
- Kurlansky, Mark. 1968: The Year That Rocked The World.
- Marcus, Greil. Lipstick Traces: A Secret History of the 20th Century.
- Emile Perreau-Saussine, "Liquider mai 68?", in Les droites en France (1789–2008), CNRS Editions, 2008, p. 61-68, PDF
- Plant, Sadie. The Most Radical Gesture: The Situationist International in a Postmodern Age.
- Quattrochi, Angelo; Nairn, Tom (1998). The Beginning of the End. Verso Books. ISBN 978-1859842904.
- Ross, Kristin. May '68 and its Afterlives.
- Schwarz, Peter. '1968: The general strike and the student revolt in France' Архивирано на веб-сајту  (26. септембар 2012). 28 May 2008. Retrieved 12 June 1010. World Socialist Web Site.
- Seale, Patrick and Maureen McConville. Red Flag/Black Flag: French Revolution 1968.
- Seidman, Michael (2004). The Imaginary Revolution: Parisian Students and Workers in 1968. Berghahn..
- Singer, Daniel. Prelude To Revolution: France In May 1968.
- Staricco, Juan Ignacio. The French May and the Shift of Paradigm of Collective Action Архивирано на веб-сајту  (21. јул 2013).
- Touraine, Alain. The May Movement: Revolt and Reform.
- The Atelier Popularie. Beauty Is in the Street: A Visual Record of the May 68 Uprising.
- Maclean, M. (2002). Economic Management and French Business: From de Gaulle to Chirac. Palgrave Macmillan UK. ISBN 978-0-230-50399-1.
- Viénet, René (1992). Enragés and situationists in the occupation movement, France, May '1968. New York: Autonomedia. ISBN 9780936756790. OCLC 27424054.
- Singer, Daniel (2002). Prelude to Revolution: France in May 1968 (на језику: енглески). South End Press. ISBN 9780896086821.
- Howell, Chris (2011). „The Importance of May 1968”. Regulating Labor: The State and Industrial Relations Reform in Postwar France (на језику: енглески). Princeton University Press. стр. 6. ISBN 978-1-4008-2079-5 — преко Project MUSE.
- Lewis, Robert W. (2016). „Stadium spectacle beyond 1945”. The Stadium Century (на језику: енглески). Manchester University Press. ISBN 978-1-5261-0625-4.
- Dogan, Mattei (1984). „How Civil War Was Avoided in France”. International Political Science Review. 5 (3). JSTOR 1600894. doi:10.1177/019251218400500304.
- Singer, Daniel (2002). Prelude to Revolution: France in May 1968. South End Press. ISBN 978-0-89608-682-1.
- Dogan, Mattéi (2005). Political Mistrust and the Discrediting of Politicians. Brill. ISBN 9789004145306.
- Mendel, Arthur P. (januar 1969). „Why the French Communists Stopped the Revolution”. The Review of Politics. 31 (1). JSTOR 1406452. doi:10.1017/s0034670500008913.
- Mendel, Arthur P. (januar 1969). „Why the French Communists Stopped the Revolution”. The Review of Politics. 31 (1): 3—27. JSTOR 1406452. doi:10.1017/s0034670500008913.